# Bruno Schulz
Pour les articles homonymes, voir Schulz.
Bruno Schulz, né le 12 juillet 1892 à Drohobycz et mort le 19 novembre 1942 dans la même ville, est un écrivain, dessinateur, graphiste et critique littéraire polonais.

## Biographie

### Famille et jeunesse
Bruno Schulz est né à Drohobycz, à l'époque en Autriche-Hongrie (actuelle Drohobytch en Ukraine près de Lviv) le 12 juillet 1892 dans une famille juive assimilée de Galicie. Il est le troisième et dernier enfant de Jacob Schulz, marchand d'étoffes, et d'Henrietta Kuhmerker, fille d'une riche famille d'exploitants de la scierie locale.
Entre 1902 et 1910, Bruno Schulz est élève du lycée de Drohobycz où il obtient son baccalauréat avec mention. En 1910, il commence ses études d'architecture à l'université de Lviv. La même année, pour des raisons de santé, son père est contraint de fermer boutique et la famille Schulz emménage chez la sœur de Bruno, Hania Hoffman.
En juin 1911 se déroulent les élections municipales de Drohobycz, qui resteront dans l'histoire comme les élections « sanglantes » car des émeutes ont lieu en raison d'élections truquées. Bruno Schulz observe l'agitation populaire depuis l'embrasure de sa fenêtre. C'est alors qu'il décide de devenir écrivain.
Bruno Schulz interrompt ses études en 1913 en raison des problèmes de santé de son père et rentre à Drohobycz. En 1914 et 1915, il étudie aux Beaux-Arts de Vienne. Jacob Schulz meurt en juin 1915.

### Maturité
Entre 1924 et 1941, Bruno Schulz est professeur de dessin au lycée public Władysław Jagiełło. Ce travail ne lui plaît guère et il s'en plaint fréquemment au cours de ses correspondances avec ses amis Witold Gombrowicz et Stanisław Ignacy Witkiewicz.
En 1931, sa mère meurt et, quatre ans plus tard, le frère aîné de Bruno, Izydor, meurt à son tour.
De 1933 à 1937, Józefina Szelińska (pl) (1905-1991), dite « Juna », est sa fiancée, et c'est sous le titre La Fiancée de Bruno Schulz que Agata Tuszyńska publie une biographie en 2015.
En 1933, Bruno Schulz commence à publier ses œuvres, grâce à l'aide de Zofia Nałkowska et de son frère aîné Izydor Schulz (industriel en pétrole, mort en  1936), d'abord Sklepy cynamonowe (Les Boutiques de cannelle), puis en 1936, Sanatorium pod klepsydrą (Le Sanatorium au croque-mort).
Avec l’éclatement de la Seconde Guerre mondiale, Drohobycz est occupée par l'Union soviétique (Bruno Schulz est astreint à peindre des affiches de propagande communiste et des portraits de Marx, Engels, Lénine, Staline, etc), puis par l'Allemagne nazie à la suite de l'opération Barbarossa. En 1941-1942, Bruno Schulz est contraint de vivre dans le ghetto de Drohobycz. Il est alors sous la « protection » comme esclave d'art de l'officier de Gestapo  Felix Landau (de), responsable de la main d’œuvre juive et amateur d'art qui lui fait réaliser des peintures murales pour la salle de jeux et la chambre de ses enfants avec des motifs de contes de fées.

### Décès

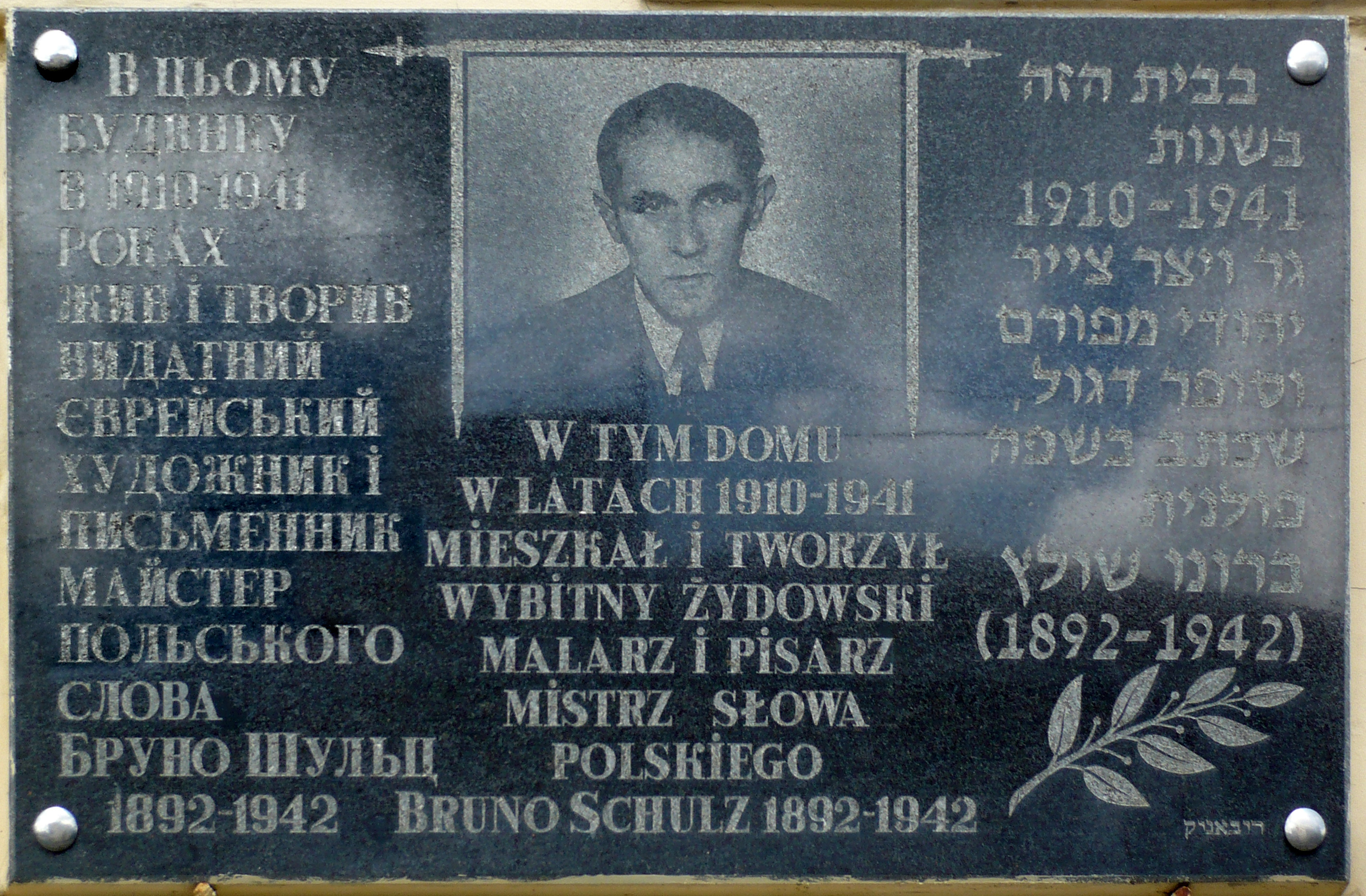
Plaque commémorative de Bruno Schulz avec texte en ukrainien, polonais et hébreu au Ghetto de Drohobycz.

Bruno Schulz meurt au croisement des rues Mickiewicz et Czacki le jeudi 19 novembre 1942 vers midi, pendant le « Jeudi noir ». Le SS Karl Günther le tue de deux balles dans la tête pour venger son propre protégé, le dentiste Löw, tué peu auparavant par le SS Felix Landau, rival de Karl Günther.
Il semble que Bruno Schulz se rendait alors au Judenrat pour chercher du pain. Il prévoyait de s'enfuir la nuit suivante pour Varsovie à l'aide de faux papiers. Il fut probablement enterré dans une fosse commune, ce qui ne put être vérifié après la guerre.

## Œuvre

### Œuvre graphique
L'œuvre graphique et littéraire de Bruno Schulz traduit aussi bien les faiblesses que la complexité psychique, les obsessions, les passions et les complexes de son auteur. L'artiste souffrait d'agoraphobie, était un ermite taciturne et marginal. En proie à la dépression, il tombait souvent malade et utilisait son art comme refuge.
Bruno Schulz était autodidacte. Il n'acheva d'ailleurs ses études ni à Lviv, ni à Vienne. La majorité de ses œuvres aujourd'hui préservées datent des années 1930, à l'exception des dessins du cycle Le livre idolâtre, datant du début des années 1920. Ces dessins, réalisés à l'aide de la technique du cliché-verre, obtinrent l'admiration de Stanisław Ignacy Witkiewicz.
Les motifs récurrents de l'œuvre graphique de Bruno Schulz sont la femme-idole et l'idolâtrie, le sado-masochisme, les scènes à table, les scènes de rue, les fiacres, le judaïsme et les nus féminins. Schulz réalisa également de nombreux portraits et autoportraits, ainsi que des projets de couvertures et les illustrations pour ses propres livres. Il réalisa notamment les illustrations de la première édition de Ferdydurke de Witold Gombrowicz.
Les personnages, en particulier les hommes, apparaissent souvent déformés, tels des caricatures. À l'arrière-plan apparaît Drohobycz, ville omniprésente dans son œuvre : l'hôtel de ville, les maisons près de la place du marché. Parmi les personnages des scènes autour des tables, il est possible de reconnaître les proches de Bruno Schulz : sa famille et ses amis. Sur d'autres dessins apparaissent des personnages caractéristiques de Drohobycz comme Mademoiselle Kuziw, fille d'un avocat ukrainien, femme au charme provocateur dont Bruno Schulz fit l'héroïne de scènes empreintes de sado-masochisme.
La plus grande collection de ses œuvres graphiques (environ trois cents documents) se trouve au Musée de la littérature Adam Mickiewicz de Varsovie.
En février 2001, le cinéaste allemand Benjamin Geissler découvre la fresque que Bruno Schulz avait réalisé à la demande de Felix Landau dans une maison de Drohobycz. Au mois de mai de la même année, des représentants israéliens du Mémorial de Yad Vashem, venus examiner l'œuvre, détachent subrepticement cinq morceaux de fresque du mur pour les emporter à Jérusalem, avec l'accord des autorités ukrainiennes ,. Le maire Oleksij Radzijewski est accusé d'avoir participé à l'accord. Le cinéaste utilise alors des projections vidéo pour reconstituer l'espace autrefois occupé par les peintures murales.

### Œuvre littéraire
L'œuvre littéraire de Bruno Schulz est d'un volume relativement modeste : il s'agit principalement de deux recueils de nouvelles, Sklepy cynamonowe (Les Boutiques de cannelle) et Sanatorium pod Klepsydrą (Le Sanatorium au croque-mort), ainsi que de quelques ouvrages que l'auteur n'inclut pas aux premières éditions de ces recueils. Mais il ne faut pas oublier une partie de sa correspondance, Księdze listów (Correspondance), qui fut publiée à titre posthume, ainsi que les divers essais critiques qu'il publia dans la presse. Une partie de son œuvre est aujourd'hui disparue : des nouvelles datant du début des années 1940, ainsi que l'ébauche de son roman Mesjasz (Le Messie). En 1963, un florilège de textes traduits en français sous le titre Un traité des mannequins obtient le prix Nocturne.
Les deux cycles de nouvelles Les Boutiques de cannelle et Le Sanatorium au croque-mort constituent une description de la vie des habitants d'une petite ville de Galicie, en même temps que le récit biographique de l'auteur, présenté de manière onirique. C'est ici que les frontières entre la réalité et le mythe deviennent floues. L'auteur voyage dans le royaume de l'enfance, qu'il considère comme le moment le plus important de la vie d'un homme. Le temps est présenté comme une roue et la répétition des saisons et des jours prend le pas sur la linéarité des événements, emportés dans « des voies parallèles». Le héros est Joseph, qui n'est autre que la transfiguration de l'auteur. La figure du père, Jacob, est très importante, voire obessionnelle, apparaissant comme l'image du démiurge ou du créateur. L'écriture de Bruno Schulz est marquée par le lyrisme et l'ironie, avec une force poétique et une exubérance baroque pleine d'archaïsmes.
Selon François Lallier, « son œuvre mêle à des hantises autobiographiques, très présentes dans la correspondance, des thèmes essentiels comme la mythification de la réalité, la lutte démiurgique et quelque peu perverse contre le désenchantement du monde, mais aussi l'énigme de l'objet saisi dans une extase masochiste aux prises avec la Loi. » Elle se rapproche ainsi de l'expressionnisme de Franz Kafka, mais aussi du surréalisme et de la psychanalyse. Bruno Schulz lui-même appréciait grandement les œuvres de Rainer Maria Rilke, Franz Kafka et Thomas Mann.
Bruno Schulz aurait également écrit la traduction du Procès de Kafka en polonais ; cependant, certains chercheurs ou auteurs telle Agata Tuszynska, émettent l'hypothèse que celle-ci soit l'œuvre de sa fiancée, Józefina Szelińska (à qui est adressée la dédicace du Sanatorium au croque-mort),.
Liste des ouvrages
- Bruno Schulz (trad. du polonais par Thérèse Douchy, Georges Lisowski et Georges Sidre), Les Boutiques de cannelle : nouvelles [« Sklepy cynamonowe (1933) »], Paris, Gallimard, 1992, 2e éd. (1re éd. 1974), 232 p., 140 mm x 205 mm (ISBN 2-07-072565-0)
- Bruno Schulz (trad. du polonais par Suzanne Arlet, Thérèse Douchy, Allan Kosko et Georges Sidre), Le Sanatorium au croque-mort [« Sanatorium pod klepsydrą (1937) »], Paris, Gallimard, 2001, 2e éd. (1re éd. 1974), 272 p., 140 mm x 225 mm (ISBN 2-07-076229-7)
- Bruno Schulz (trad. du polonais par Christophe Jezewski, François Lallier et Dominique Sila-Khan, préf. Jerzy Ficowski), Correspondance et essais critiques, Paris, Denoël, coll. « Romans traduits », 1991, 432 p., 140 mm x 205 mm (ISBN 2-207-23750-8)
- Bruno Schulz, Le Livre idolâtre, Paris, Denoël, 2004, 221 p. (ISBN 2-207-25397-X)[11]
- Bruno Schulz (trad. du polonais, préf. Serge Fauchereau), Œuvres complètes : Les Boutiques de cannelle. Le Sanatorium au croque-mort. Essais critiques. Correspondance, Paris, Denoël, coll. « Des heures durant... », octobre 2004, 1re éd., 822 p., 130 mm x 200 mm (ISBN 2-207-25643-X et 9782207256435)
- Bruno Schulz (traduit par Alain Van Crugten), Récits du treizième mois, Lausanne, Suisse, Éditions L’Âge d’Homme, 2014, 420 p.  (ISBN 978-2-8251-4429-9)

### Filmographie
Adaptations cinématographiques
- 1973 : La Clepsydre (Sanatorium pod klepsydrą), film polonais réalisé par Wojciech Has, adaptation du roman éponyme
- 1986 : Street of Crocodiles, court métrage d’animation des frères Quay, libre adaptation de la nouvelle Sklepy cynamonowe (Les Boutiques de cannelle)

Documentaire sur Bruno Schulz
- 1989 : Bruno Schulz - (Portrait fictif), documentaire français réalisé par André S. Labarthe

#### Bases de données et dictionnaires
- Ressources relatives aux beaux-arts :   - Artists of the World Online
  - Bénézit
  - Delarge
  - RKDartists
  - Union List of Artist Names
- Ressources relatives à la littérature :   - Internet Speculative Fiction Database
  - Kritisches Lexikon zur fremdsprachigen Gegenwartsliteratur
  - NooSFere
- Ressources relatives au spectacle :   - Les Archives du spectacle
  - Encyclopédie du théâtre polonais
  - Kunstenpunt
- Ressource relative à l'audiovisuel :   - IMDb
- Notices dans des dictionnaires ou encyclopédies généralistes :   - Britannica
  - Brockhaus
  - Den Store Danske Encyklopædi
  - Deutsche Biographie
  - Enciclopedia De Agostini
  - Hrvatska Enciklopedija
  - Internetowa encyklopedia PWN
  - Nationalencyklopedin
  - Munzinger
  - Österreichisches Biographisches Lexikon 1815–1950
  - Polski Słownik Biograficzny
  - Proleksis enciklopedija
  - Store norske leksikon
  - Treccani
  - Universalis
  - Visuotinė lietuvių enciklopedija
- Notices d'autorité :   - VIAF
  - ISNI
  - BnF (données)
  - IdRef
  - LCCN
  - GND
  - Italie
  - Japon
  - Espagne
  - Pays-Bas
  - Pologne
  - Israël
  - NUKAT
  - Catalogne
  - Suède
  - Australie
  - Norvège
  - Croatie
  - WorldCat